# William Rees
William Rees es un ecologista, economista ecológico, profesor emérito y exdirector de la Universidad de Columbia Británica de la Escuela de Comunidad y Planeamiento Regional. Junto a Mathis Wackernagel, es cocreador de índice de la huella ecológica y autor de más de 150 artículos revisados por pares, capítulos de libros y numerosos artículos de divulgación sobre temas de sustentabilidad. The Vancouver Sum llamó a Dr. Rees uno de los principales intelectuales públicos de la Universidad de la Columbia Británica durante 2000. Fue elegido miembro de la Royal Society de Canadá en 2006 y desde entonces ha sido galardonado con un Doctorado Honorario (Universidad Laval), una beca de la Fundación Trudeau, el Premio 2012 Boulding en economía ecológica y el Premio Planeta azul 2012 (conjuntamente con Mathis Wackernagel).